# كيني روشا سانتوس
كيني روشا سانتوس (من مواليد 3 يناير 2000) هو لاعب كرة قدم محترف من الرأس الأخضر يلعب كلاعب خط وسط في النادي البلجيكي أوستينده.